# سازند لالون
سازند لالون از سازندهای زمین‌شناسی ایران در البرز با سن کامبرین پیشین است. نام این سازند از دره لالون در شمال شرق تهران گرفته شده و توسط آسرتو در سال ۱۹۶۳ معرفی گردیده است. ضخامت این سازند در برش الگو ۵۸۲ متر است که شامل شیل‌های قرمز تیره و ماسه‌سنگ‌های کوارتزی قرمز رنگی است که در بالا به یک لایه سفید رنگ ماسه‌سنگی محدود می‌شود که در محیط جزر و مدی تشکیل شده و شروع پیشروی سازند میلا را نشان می‌دهد. مرز زیرین سازند لالون با سازند زاگون تدریجی و مرز بالایی آن با سازند میلا تند و ناگهانی است. وجود بلورهای نمک در این سازند به ویژه در گنبدهای نمکی و آثار ترک‌های گلی نشان دهنده محیط کم‌عمق تا جزر و مدی است.
سازند لالون در تمامی البرز، آذربایجان و ایران مرکزی دیده شده و در زاگرس در میان گنبدهای نمکی و در کوه دینار رخنمون دارد. معادل این سازند را در کرمان، سازند داهو می‌نامند. این سازند در خارج از ایران در پاکستان (با نام ماسه‌سنگ‌های ارغوانی)، در عربستان (ماسه‌سنگ ساق)، در ترکیه (ماسه‌سنگ سادان) و در اردن (ماسه‌سنگ قویره) نامیده می‌شود.
سازند ماسه‌سنگی لالون یکی از گسترده‌ترین سازندهای کامبرین پیشین ایران است که تقریباً در همه جا ترکیب سنگ‌شناسی مشابه دارد. شباهت‌های ظاهری به ویژه رنگ و سنگ‌شناسی این سازند با ماسه‌سنگ‌های دوونین اروپا (ماسه‌سنگ سرخ قدیمی) سبب شده بود تا این سازند به سن دوونین دانسته شود، ولی جایگاه چینه‌شناسی و نشانه‌های فسیلی موجود، تعلق آن را به کامبرین پیشین حتمی ساخته است.